# Macao Science Center

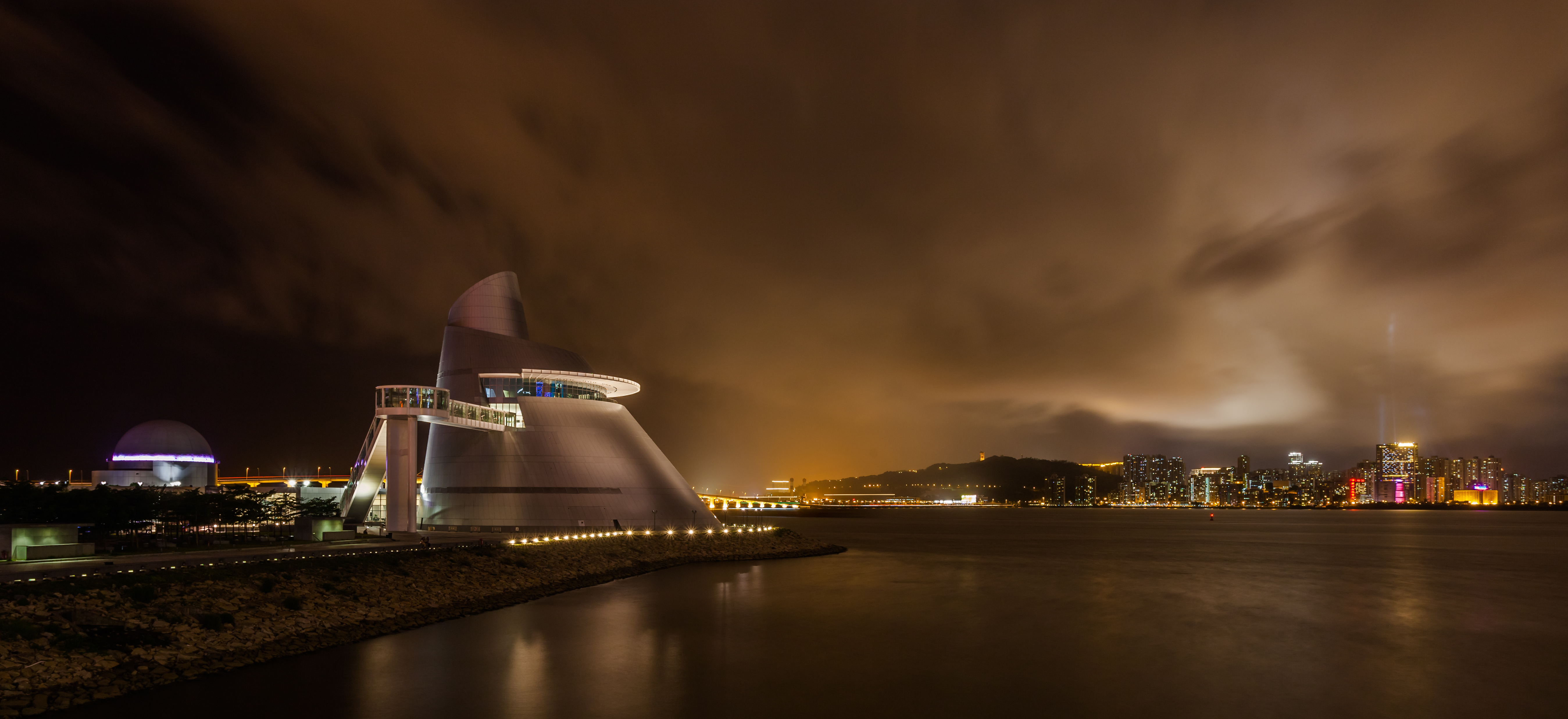
Science Center bei Nacht

Das Macao Science Center, zuweilen auch Macau Science Center (MSC)  (chinesisch 澳門科學館) geschrieben, ist ein wissenschaftliches Museum in Sé auf der Halbinsel Macau in China. Es wurde am 20. Dezember 2009, dem 10-jährigen Jubiläum von Macaus Rückkehr zum Mutterland, vom damaligen Chinesischen Staatspräsidenten Hu Jintao eröffnet. Die Baukosten betrugen 337 Millionen Macau-Pataca (42,6 Millionen US-Dollar). Das Macao Science Center wurde vom Architekturbüro Pei Partnership Architects in Verbindung mit Ieoh Ming Pei entworfen.
Zum Macao Science Center gehören das wissenschaftliche Museum, ein Planetarium, das mit einem 15,24 Meter-Durchmesser, domförmigen, beweglichen Teleskop und 3D-Diaprojektoren ausgestattet ist, ein Kongresszentrum für 400 Personen sowie ein Geschenkeladen, Restaurants und ein Kindergarten. Die Gesamtfläche des Komplexes beträgt 20.000 Quadratmeter. Das Kongresszentrum enthält vier Tagungsräume und kann auch in einen Ballsaal für 200 Personen umgestaltet werden. Es ist mit Videokonferenzgeräten ausgestattet, wodurch es sich für Vorträge, Präsentationen und Seminare gut eignet.
Das Hauptgebäude des wissenschaftlichen Museums hat eine asymmetrische, konische Form und ist mit einer außenliegenden, zum Eingang führenden Treppe versehen. Im Innern befinden sich ein Atrium sowie 14 Galerien, die spiralförmig angelegt sind und vielfältige wissenschaftliche und kulturelle Exponate zeigen. Beispielsweise ist das Modell eines Shenzhou-Raumschiffes ausgestellt. Weitere Ausstellungsschwerpunkte betreffen Akustik, Elektronik, Genetik, Robotik und Sportmedizin. Eine Sonderausstellung beschäftigt sich mit dem Leben der Dinosaurier. Angeschlossen ist ein kuppelförmiges Planetarium. Dieses ist mit 127 Sitzen und vier Rollstuhlflächen ausgestattet. Das Publikum kann mit speziell hergestellten Brillen 3D-Bilder sehen, die auf Bildschirme projiziert werden. Eine leistungsstarke Datenbank, gepaart mit einem eindrucksvollen Arrangement von Projektions-Effekten, kann das Publikum außerdem auf eine Reise in ferne Räume leiten. Das System ermöglicht auch die Projektion digitaler Filme auf die Kuppel, wodurch das Planetarium zu einem multifunktionalen Theater wird. Das Zentrum verfügt auch über einen mechanischen Workshop für Studierende, die dort Grundlagen des Robotik-Designs zu lernen können. Die Schulungseinrichtungen werden ebenfalls dem Lehrpersonal zur Verfügung gestellt, um die beruflichen und technischen Qualifikationen sowohl der Schüler als auch der Lehrer zu erhöhen.
Das Macao Science Center befindet sich in einer exponiert Lage am Wasser und empfängt die mit einer Fähre von Hongkong ankommenden Besucher als ein Wahrzeichen Macaus.

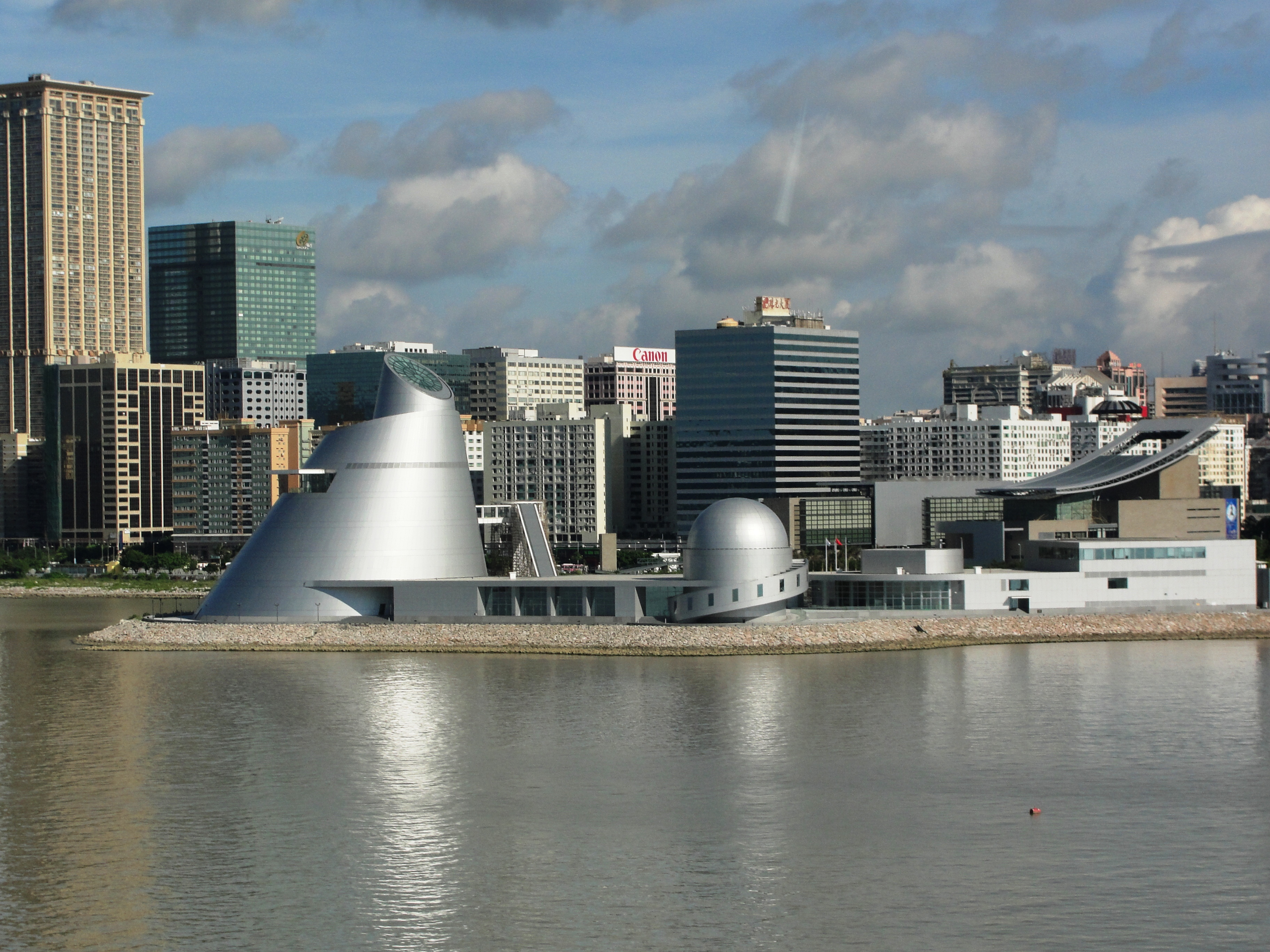
Skyline von Macau mit Science Center
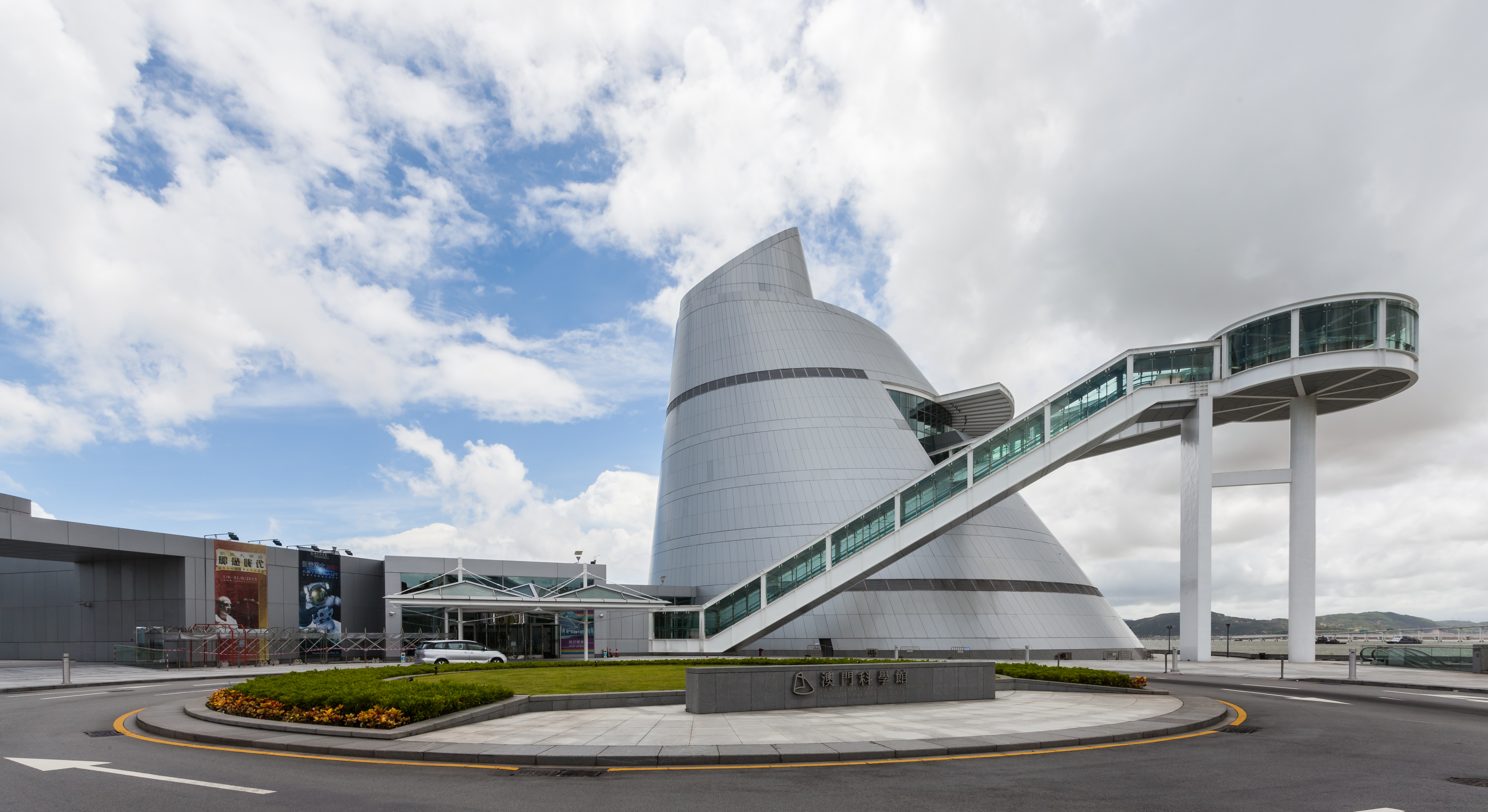
Science Center (Seitenansicht)
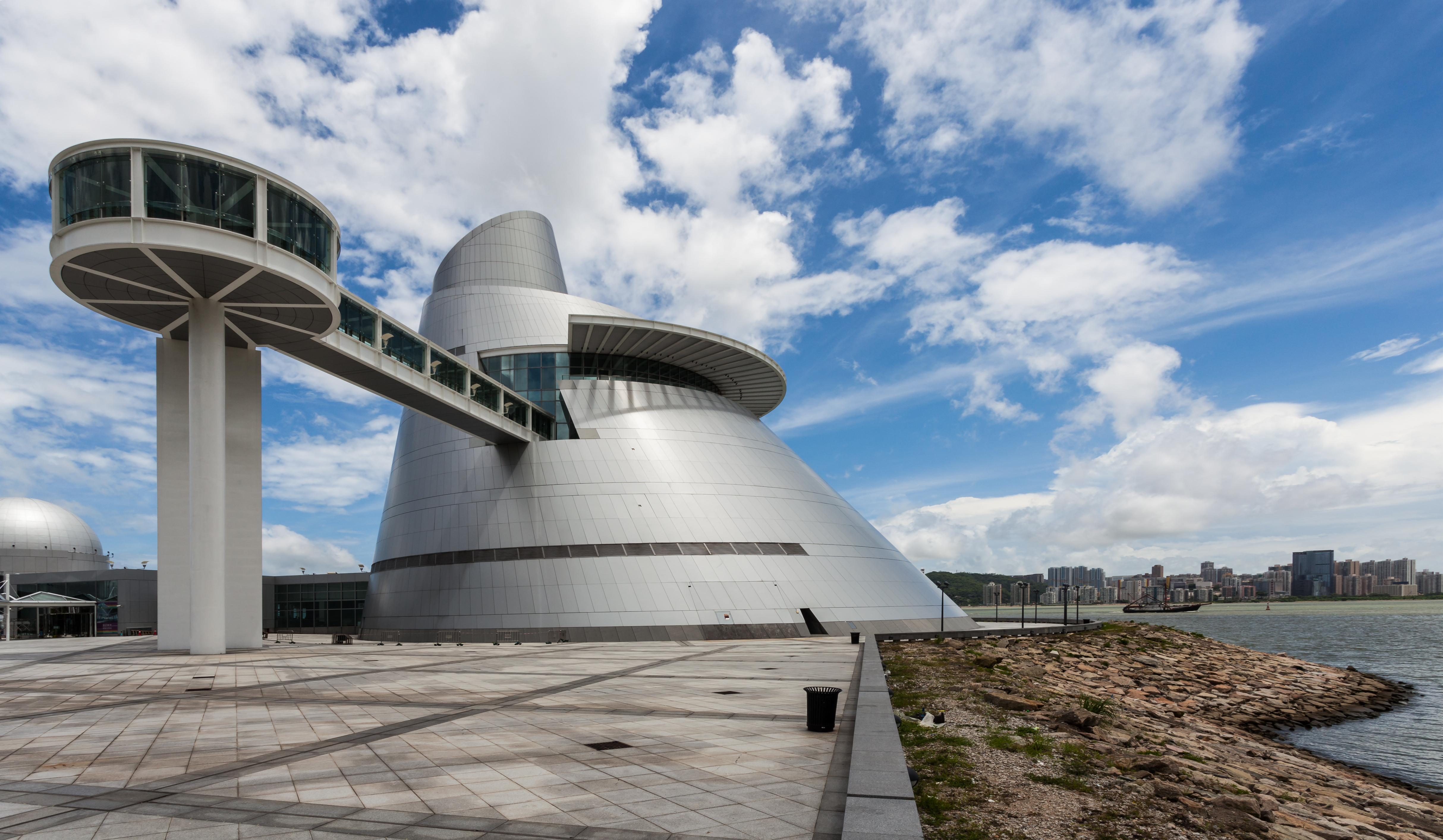
Science Center (Rückansicht)
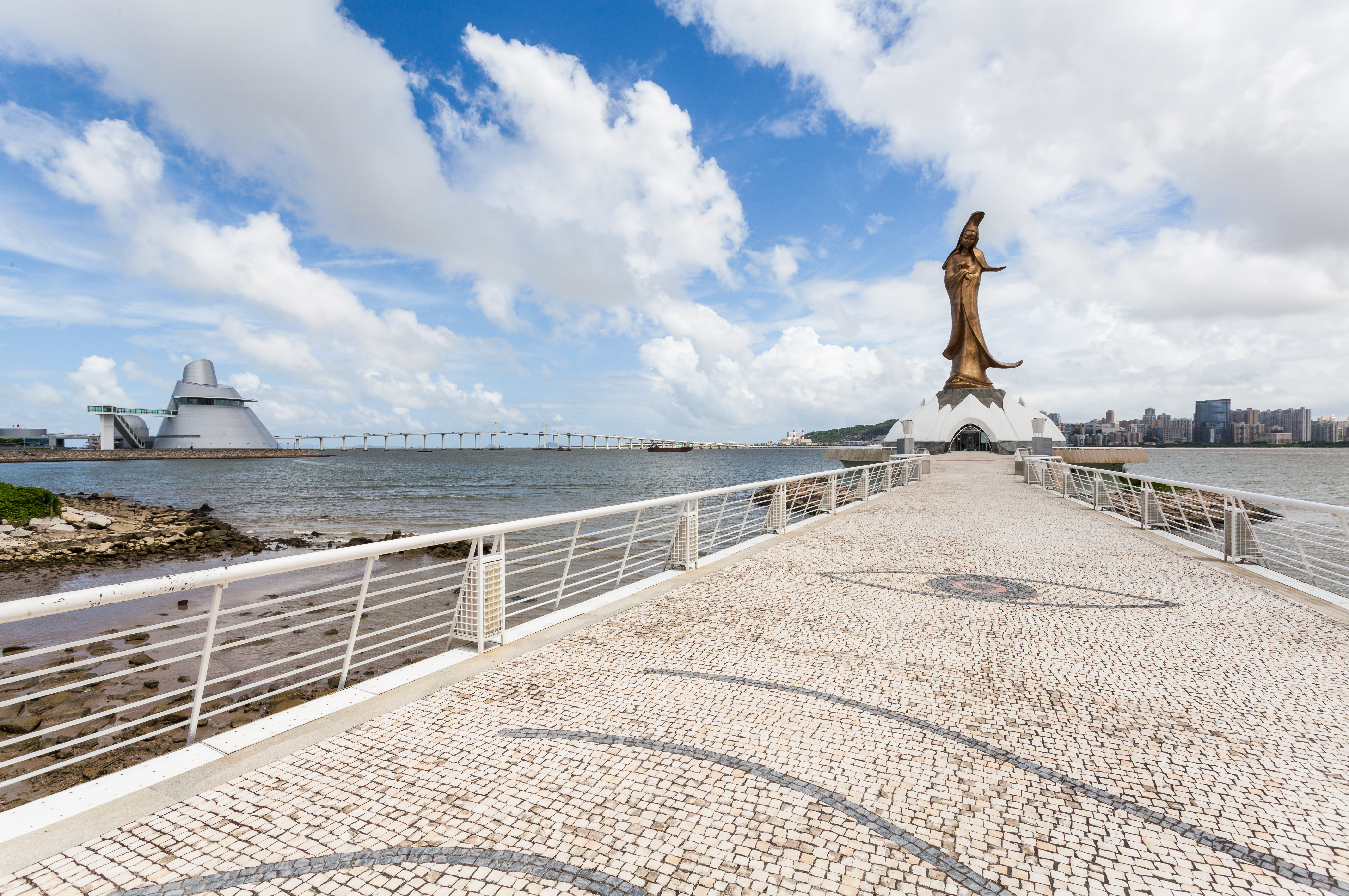
Blick auf das Science Center mit Guanyin-Statue im Vordergrund